# Amt Falkenberg-Höhe
La comunità amministrativa di Falkenberg-Höhe (Amt Falkenberg-Höhe) si trova nel circondario del Märkisch-Oderland nel Brandeburgo, in Germania.

## Società

### Evoluzione demografica
- Sviluppo della popolazione dal 1875 entro gli attuali confini (Linea Blu: Popolazione; Linea puntata: Confronto dello sviluppo della popolazione dello stato del Brandenburgo; Sfondo grigio: Ai tempi del governo nazista; Sfondo rosso: Al tempo del governo comunista)
- Sviluppo recente della popolazione (Linea blu) e previsioni

| Anno | Abitanti |
| ---- | -------- |
| 1875 | 5 991    |
| 1890 | 6 145    |
| 1910 | 6 428    |
| 1925 | 6 428    |
| 1939 | 6 499    |
| 1950 | 8 378    |
| 1964 | 7 100    |

| Anno | Abitanti |
| ---- | -------- |
| 1971 | 6 958    |
| 1981 | 5 816    |
| 1985 | 5 508    |
| 1990 | 5 178    |
| 1995 | 4 958    |
| 2000 | 5 138    |
| 2005 | 5 067    |

| Anno | Abitanti |
| ---- | -------- |
| 2010 | 4 660    |
| 2015 | 4 495    |
| 2016 | 4 506    |
| 2017 | 4 485    |
| 2018 | 4 498    |
| 2019 | 4 564    |
| 2020 | 4 635    |

Fonti dei dati sono nel dettaglio nelle Wikimedia Commons..

## Suddivisione
Comprende 4 comuni:
- Beiersdorf-Freudenberg
- Falkenberg
- Heckelberg-Brunow
- Höhenland

Capoluogo e centro maggiore è Falkenberg.